# Tasmacetus
Tasmacetus  es un género de cetáceos odontocetos de la familia Ziphidae que incluye una sola especie, el zifio de Shepherd (Tasmacetus shepherdi).